# Animali estinti dell'Asia
Di seguito sono riportate in modo incompleto le specie e sottospecie animali estintesi nel continente asiatico.

## Estinzioni preistoriche
- Leone dello Sri Lanka (Sri Lanka, 37.000 a.C.)
- Bisonte delle steppe (Asia centrale e settentrionale, fine dell'ultima era glaciale)
- Leone delle caverne, Panthera leo spelaea (Asia centrale e Siberia, fine dell'ultima era glaciale)

## Estinzioni globali dell'Olocene/Antropocene
Di seguito sono riportate le estinzioni nell'Olocene/Antropocene divisa per classi.

### Mammiferi
- Acerodon jubatus lucifer - pipistrello frugivoro gigante di Panay
- Bos primigenius namadicus - uro indiano
- Bos primigenius primigenius - uro eurasiatico
- Canis lupus hattai - lupo di Hokkaido (1889)
- Canis lupus hodophilax - lupo di Honshu (1905)
- Cervus schomburgki - cervo di Schomburgk (1938)
- Dicerorhinus sumatrensis lasiotis - rinoceronte dall'orecchio peloso (forse non ancora estinto)
- Elephas maximus asurus - elefante siriano (100 a.C.)
- Elephas maximus rubridens - elefante cinese (XV secolo a.C.)
- Elephas maximus sondaicus - elefante giavanese
- Equus hemionus hemippus - asino selvatico siriano
- Gazella bilkis - gazzella della Regina di Saba
- Gazella arabica – gazzella araba
- Hydrodamalis gigas – ritina di Steller (1768)
- Mammuthus exilis - mammut pigmeo (1500 a.C.)
- Neofelis nebulosa brachyura - leopardo nebuloso di Formosa (1983)
- Panthera tigris balica - tigre di Bali (1937)
- Panthera tigris sondaica - tigre di Giava (anni ottanta)
- Panthera tigris virgata - tigre del Caspio (anni ottanta)
- Papagomys theodorverhoeveni - ratto arboricolo gigante di Verhoeven
- Phanourios minutis - ippopotamo nano di Cipro
- Ratufa indica dealbata - scoiattolo gigante di Dangs
- Spelaeomys florensis - ratto delle caverne di Flores
- Sus cebifrons cebifrons - cinghiale dalle verruche di Cebu
- Zalophus japonicus - leone marino giapponese

### Uccelli
- Chaunoproctus ferreorostris - frosone delle Bonin
- Cinclus cinclus olympicus – merlo acquaiolo di Cipro (1950)
- Columba jouyi - colombaccio delle Ryūkyū
- Columba versicolor - colombaccio delle Bonin
- Phalacrocorax perspicillatus - cormorano di Pallas
- Rhodonessa caryophyllacea - anatra dalla testa rosa
- Struthio camelus syriacus – struzzo arabo (1942)
- Zoothera terrestris - tordo delle Bonin

### Rettili
- Cuora yunnanensis - tartaruga scatola dello Yunnan (2 esemplari viventi riscoperti nel 2004 e nel 2005)

### Anfibi
- Discoglossus nigriventer - rana dipinta di Hula
- Adenomus kandianus - rospo dello Sri Lanka
- Nannophrys guentheri
- Philautus adspersus
- Philautus dimbullae
- Philautus eximius
- Philautus extirpo
- Philautus halyi
- Philautus hypomelas
- Philautus leucorhinus
- Philautus malcolmsmithi
- Philautus nanus
- Philautus nasutus
- Philautus oxyrhynchus
- Philautus rugatus
- Philautus stellatus
- Philautus temporalis
- Philautus travancoricus
- Philautus variabilis
- Philautus zal
- Philautus zimmeri
- Cynops wolterstorffi – salamandra dello Yunnan

### Pesci
- Acanthobrama hulensis
- Cyprinus yilongensis

### Molluschi
- Gastrocopta chichijimana
- Gastrocopta ogasawarana
- Hirasea planulata
- Lamellidea monodonta
- Lamellidea nakadai
- Littoraria flammea
- Trochoidea picardi
- Vitrinula chaunax
- Vitrinula chichijimana
- Vitrinula hahajimana

## Estinzioni in natura

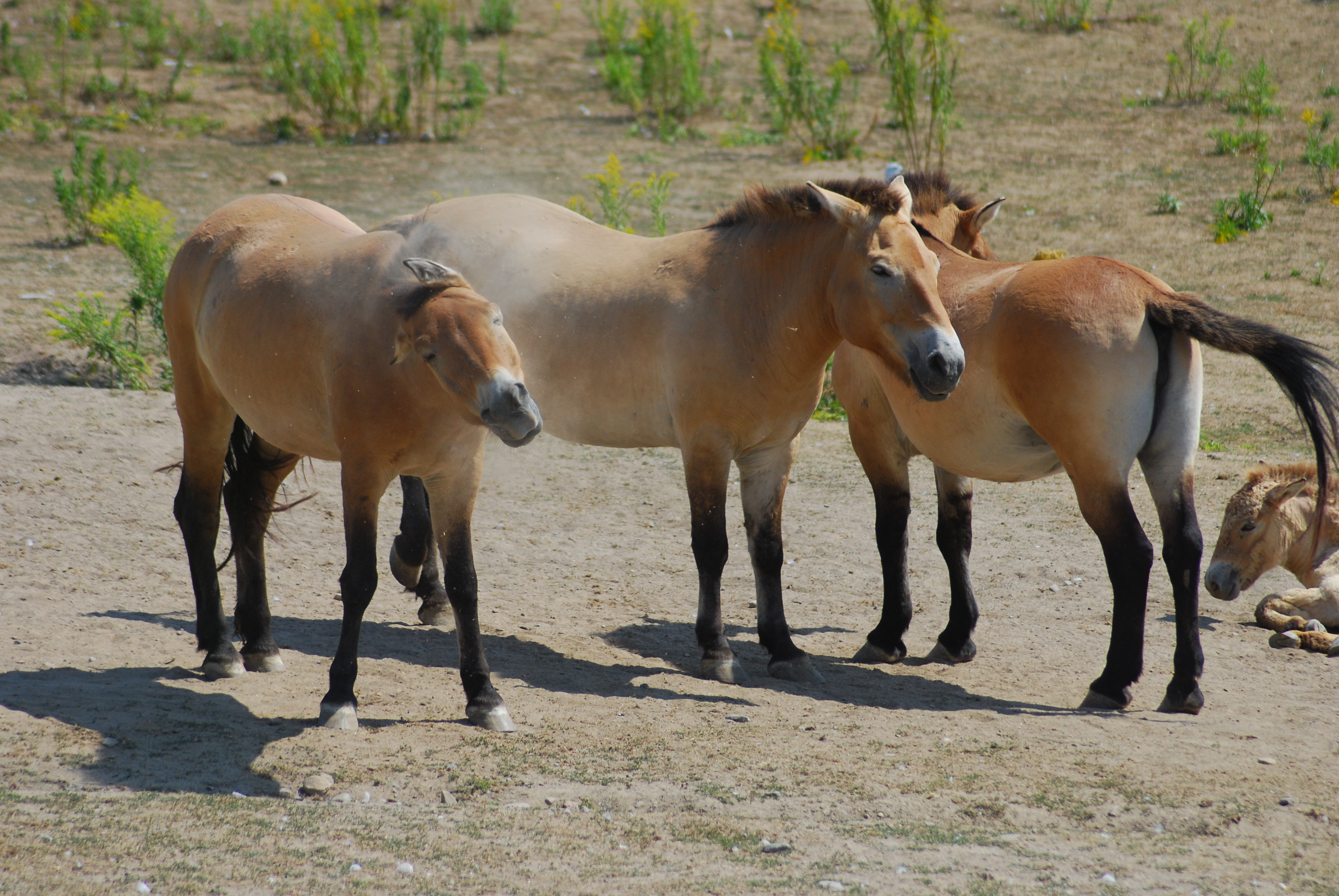
Cavalli di Przewalski

### Mammiferi
- Gazella saudita – gazzella saudita
- Oryx dammah – orice dalle corna a sciabola
- Panthera tigris amoyensis – tigre cinese

### Rettili
- Aspideretes nigricans – tartaruga dal guscio molle nera

### Pesci
- Epalzeorhynchos bicolor – labeo bicolor